# Alpha Oumar Lelouma Barry
Alpha Oumar Lelouma Barry (* 4. April 1994 in Kindia), auch einfach nur Alpha Barry genannt, ist ein guineischer Fußballspieler.

## Karriere
Alpha Barry erlernte das Fußballspielen in der Jugendmannschaft von Hafia FC in Guinea sowie in der Jugendmannschaft des thailändischen Erstligisten BEC Tero Sasana FC. Bei dem Verein aus der Hauptstadt Bangkok unterschrieb er im Juli 2013 auch seinen ersten Vertrag. Nach einem Jahr wechselte er nach Kambodscha. Hier schloss er sich dem Nagaworld FC aus Phnom Penh an. 2015 kehrte er nach Thailand zurück. Hier spielte er für den Look E San FC, Bangkok Christian College FC, Nara United FC und Kasem Bundit University FC. 2018 zog es ihn nach Myanmar. Hier spielte er mit dem Southern Myanmar FC in der ersten Liga, der Myanmar National League. Für Southern absolvierte er 22 Erstligaspiele. Über die Station Chamchuri United FC ging er 2020 wieder nach Kambodscha, wo er für Kirivong Sok Sen Chey aus Takeo spielte. Von Januar 2021 bis Anfang Juni 2021 war er vertrags- und vereinslos. Am 7. Juni 2021 verpflichtete ihn der kambodschanische Verein Soltilo Angkor. Ende des Jahres kehrte er nach Thailand zurück. Hier nahm ihn der Drittligist Pattani FC unter Vertrag. Mit dem Klub aus Pattani spielte er in der Southern Region der Liga. Nach Ende der Saison wechselte er im Juni 2022 zum Zweitligisten Ranong United FC. Für den Verein aus Ranong bestritt er zehn Zweitligaspiele. Im Dezember 2022 wurde sein Vertrag nicht verlängert. Anfang Januar 2023 unterschrieb er für den Rest der Saison einen Vertrag beim Drittligisten Maejo United FC. Mit dem Verein aus Chiangmai spielte er zehnmal in der Northern Region der Liga. Im August 2023 nahm ihn der in der Southern Region spielende FC Yala unter Vertrag. Für Yala bestritt er zehn Ligaspiele. Im Dezember 2023 wechselte er in die Eastern Region. Hier schloss er sich dem Air and Coastal Defence Command FC aus Sattahip an. Mit dem Verein spielte er zehnmal in der Eastern Region der Liga. Im Sommer 2024 wechselte er in die Western Region. Hier schloss er sich in Ayutthaya dem VRN Muangnont FC an. Nach vier Ligaspielen wurde sein Vertrag nach der Hinrunde im Dezember 2024 nicht verlängert.